# Staré Hutě
Staré Hutě település Csehországban, a Uherské Hradiště-i járásban. Staré Hutě Chvalnov-Lísky, Salaš, Roštín, Stupava, Břestek, Buchlovice és Zástřizly településekkel határos. Lakosainak száma 132 fő (2024. január 1.).

## Népesség
A település lakosságának változását az alábbi diagram mutatja:
| Lakosok száma | 390  | 282  | 261  | 233  | 169  | 127  | 133  | 122  | 126  | 132  |
|               | 1869 | 1900 | 1921 | 1961 | 1980 | 2011 | 2016 | 2019 | 2021 | 2024 |